# André Jubi
André Jubi, né le 12 décembre 1894 à Nanterre et mort le 7 janvier 1955 à Paris, est un coureur cycliste français.

## Palmarès
- 1926
  - 2e du championnat de France de demi-fond, 100 km derrière motocyclettes.
  - La Petite Roue d'Or, une heure derrière moto au Vélodrome Buffalo